# داروينية

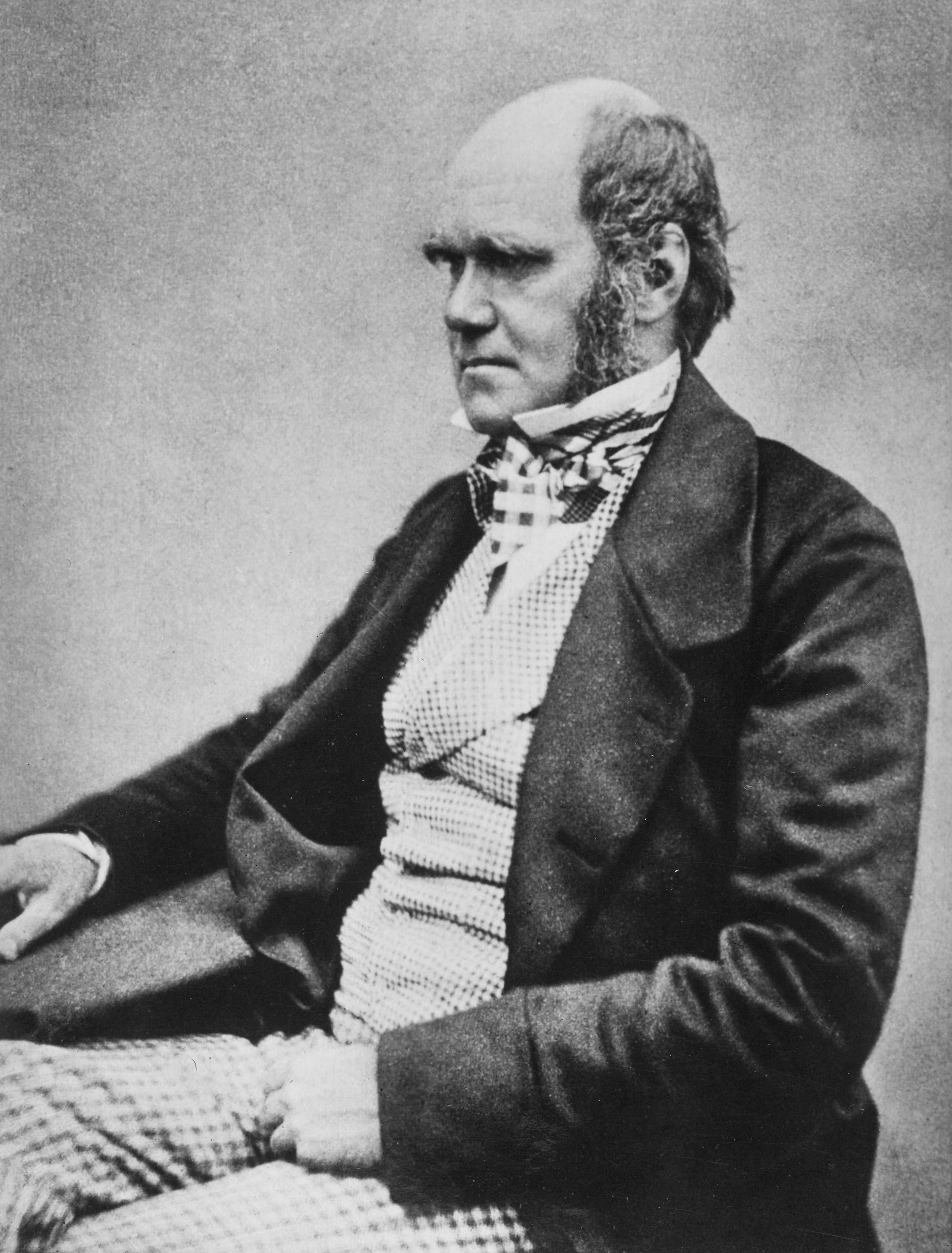
تشارلز داروين

الداروينية هي نظرية تشرح التطور البيولوجي طورها عالم الطبيعة الإنجليزي تشارلز داروين (1809-1882) ومعه علماء آخرون، تنصُّ على أنَّ جميع أنواع الكائنات الحية تنشأ وتتطور من خلال عملية الانتقاء الطبيعي للطفرات الموروثة التي تزيد من قدرة الفرد على المنافسة والبقاء على قيد الحياة والتكاثر. تسمى أيضًا النظرية الداروينية وقد تضمنت المفاهيم العامة لتغير الأنواع أو التطور واكتسبت قبولًا علميًا عامًا بعد نشر داروين كتابه أصل الأنواع في عام 1859، وتضمنت المفاهيم التي سبقت نظريات داروين. أشارت بعد ذلك إلى المفاهيم الخاصة بالانتقاء الطبيعي أو الهدف الرئيسي علم الأحياء الجزيئي. على الرغم من أنَّ المصطلح يشير عادةً إلى التطور البيولوجي بشكل كبير، إلا أنَّ مؤيدي نظرية الخلق استعملوه للإشارة إلى أصل الحياة، وحتى أنهم طبقوه على مفاهيم التطور الكوني، وكلى الفكرتين لا علاقة لهما بعمل داروين. لذلك يعتبر القبول بعمل داروين واصدقاءه بديلاً عن النظريات الأخرى بما في ذلك نظريات التصميم الإلهي والتبذر الشامل.
صاغ عالم الأحياء الإنجليزي توماس هنري هكسلي مصطلح الداروينية في شهر نيسان عالم 1860. واستخدمه لوصف المفاهيم التطورية بشكل عام بما في ذلك المفاهيم السابقة التي نشرها الفيلسوف الإنجليزي هربرت سبنسر. كان لدى الكثير من مؤيدي الداروينية في ذلك الوقت مثل هكسلي بعض التحفظات على أهمية آثار الانتقاء الطبيعي، وقد أعطى داروين مصداقية لما سمّي لاحقا لاماركية. اكتسبت الداروينية الجديدة التي طرحها عالم الأحياء التطوري الألماني أوغوست فايسمان القليل من المؤيدين في أواخر القرن التاسع عشر. اقترح بعض العلماء خلال الفترة التقريبية من ثمانينيات القرن التاسع عشر إلى عام 1920 والتي تسمى أحيانًا (فترة ظهور الداروينية) آليات تطورية بديلة مختلفة أُثبت في النهاية عدم منتقيتها. وُجد الاصطناع التطوري الحديث في أوائل القرن العشرين، وتضمن الانتقاء الطبيعي مع علم الوراثة السكانية وعلم الوراثة المندلية حيث قام بإحياء الداروينية في شكل جديد.
بقي مصطلح الداروينية قيد الاستخدام بين الجمهور عند الإشارة إلى النظرية التطورية الحديثة وقال كتّاب العلوم مثل أوليفيا جودسون وإيجيني سكوت أنّه مصطلح غير مناسب للنظرية التطورية الحديثة. [6][7] على سبيل المثال: لم يكن داروين على دراية بعمل العالم المورافي غريغور مندل ونتيجة لذلك لم يفهم الوراثة بشكل دقيق. لم يكن لديه بطبيعة الحال أي توقع للتطورات النظرية اللاحقة، ومثل مندل: لم يكن يعرف شيئًا عن الانحراف الوراثي. غالبًا ما يستخدم أنصار نظرية الخلق في الولايات المتحدة مصطلح (الداروينية) كتحقير في إشارة إلى معتقدات مثل الفلسفة المادية العلمية، ولا يوجد دلالات سلبية في المملكة المتحدة حيث يُسْتَخْدَمُ بحرية كاختصار لنظرية التطور، وللدلالة بشكل خاص على التطور عن طريق الانتقاء الطبيعي.

## مفاهيم الداروينية
بينما اُستخدم مصطلح الداروينية في السابق للإشارة إلى عمل إراسموس داروين في أواخر القرن الثامن عشر، قُدِّم المصطلح كما هو عليه اليوم عندما قام توماس هنري هكسلي في نيسان عام 1860 بمراجعة كتاب تشارلز داروين الذي نُشر في عام 1859. بعد أن أشاد بالكتاب باعتباره «سلاحًا مهمًا أُضيف لليبرالية» وأنّه يروج لمقترحات النظرية الطبيعية عن الإله، ويثني على فوائد أفكار داروين مع تعبيره عن بعض الشكوك في إمكانية إثبات أنَّ عملية الانتقاء الطبيعي يمكن أن تشكل أنواعًا جديدة.
هذه هي المبادئ الأساسية للتطور عن طريق الانتقاء الطبيعي كما حددها داروين:
1. يُنْتَجُّ عدد من الأفراد في كل جيل أكثر من العدد الذي يستطيع البقاء على قيد الحياة.
2. التباين الظاهري موجود بين الأفراد ومن الممكن توريث هذه الاختلافات.
3. ينجو الأفراد الذين يتمتعون بصفات وراثية أكثر ملاءمة للبيئة المحيطة.
4. عندما تحدث العزلة الإنجابية في مجموعة معينة تتشكل أنواع جديدة.

كان الجغرافي الروسي والفيلسوف الأناركي البارز بيتر كروبوتكين هو المنظِّر التطوري المهم الآخر في نفس الفترة والذي دافع في كتابه (المساعدة المتبادلة: عامل تطوري) الذي صدر في عام1902 عن مفهوم معارض للداروينية. تمحورت آرائه ونقاشاته حول ما رأى أنه استخدام واسع الانتشار للتعاون كآلية للبقاء في المجتمعات البشرية والحيوانية. استخدم الحجج البيولوجية والاجتماعية في محاولته إظهار أنَّ العامل الرئيسي في تسهيل التطور هو التعاون بين الأفراد في المجتمعات والمجموعات المترابطة بشكل حر. كان ذلك بهدف مواجهة مفهوم المنافسة الشرسة باعتباره جوهر التطور، والذي قدم تبريرًا للنظريات السياسية والاقتصادية والاجتماعية والتفسيرات المنتشرة للداروينية في ذلك الوقت.

## الاستخدام في القرن التاسع عشر

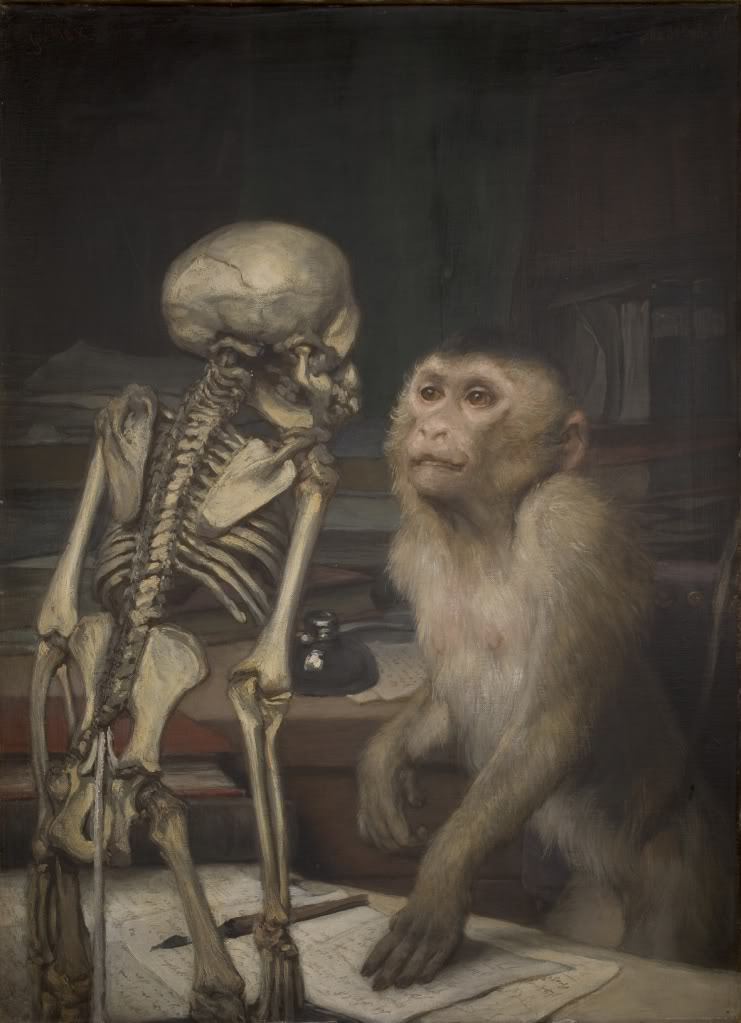
قرد أمام هيكل عظمي بريشة جبريل فون ماكس من حوالي عام 1900

سرعان ما أصبحت (الداروينية) تمثل مجموعة كاملة من الفلسفات التطورية (وغالبًا ما تكون ثورية) حول علوم الأحياء والمجتمع. أصبحت أحد الأساليب الأكثر بروزًا والتي وصفها هيربرت سبنسر في عام 1864 (البقاء للأصلح) رمزًا للداروينية على الرغم من أن فهم سبنسر للتطور (كما تم التعبير عنه في عام 1857) كان يشبه فهم جان باتيست لامارك أكثر مما يشبه فهم داروين، وذلك قبل نشر نظرية داروين في عام 1859. كانت (الداروينية الاجتماعية) كما تسمى الآن مرادفًا للداروينية، وهو تطبيق مبادئ الصراع في الداروينية على المجتمع لدعم الأجندة السياسية المناهضة للأعمال الخيرية. هناك تفسير آخر بارز قدمه فرانسيس غالتون (أحد أقرباء داروين) وهو أنَّ الداروينية تنص على فكرة أنّه: بسبب عدم تطبيق الانتقاء الطبيعي ظاهريًا على الأشخاص المتحضرين كان من الممكن للسلالات الأدنى من الناس (الذين عادة ما يُستبعدون خارج تجميعة الجينات) التغلب على السلالات (المتفوقة) وتكون الإجراءات التصحيحية الطوعية مرغوبة وذلك هو أساس تحسين النسل.
لم يوجد تعريف محدد لمصطلح الداروينية في فترة داروين، وقد استخدمه أعداء وأنصار النظرية البيولوجية لداروين على حد سواء للدلالة على أي شيء يريدونه في سياق أوسع. كان لهذه لأفكار آثار على المستوى الدولي وطور إرنست هيجل ما كان يعرف باسم الداروينية في ألمانيا، حدث ذلك بالرغم من أنَّ مفهوم الداروينية لدى هيجل كان مثل مفهوم التطور لدى سبنسر حيث اشترك مع نظرية تشارلز داروين في الأساس فقط ولم يركز على الانتقاء الطبيعي. قام ألفرد راسل والاس في عام 1886 بجولة محاضرات في جميع أنحاء الولايات المتحدة الأمريكية بدءاً من نيويورك مرورًا عبر بوسطن وواشنطن وكانساس وأيوا ونبراسكا وحتى كاليفورنيا، تحدث حول ما سماه الداروينية دون أخطاء.
استخدم والاس في كتابه (الداروينية) الذي صدر في عام 1889 مصطلح (الداروينية النقية) وطرح من خلاله فكرة وجود فعالية أكبر للانتقاء الطبيعي. وصف جورج رومانس هذا الرأي على أنه (والاسي) مشيرًا إلى أنه كان (وعلى عكس داروين) يدافع عن «نظرية نقية للانتقاء الطبيعي لاستبعاد أي نظرية تكميلية». كان رومانس مؤيدًا لكل من الانتقاء الطبيعي ووراثة الخصائص المكتسبة. وقد نفى والاس وراثة الخصائص المكتسبة حيث كان يدعم المفاهيم الانتقائية بشكل صارم. كان تعريف رومانس لمصطلح الداروينية متوافقًا تمامًا مع آراء داروين ومتناقض مع تعريف والاس.

## داروينيّون عرب
يمكن تعداد بعض الداروينيين العرب القلائل المؤسسين لهذا المذهب في العالم العربي، بدءاً بشبلي شميل (1860-1917) وحنا نمر (1900-1964)، وانتهاءً بإسماعيل مظهر، مترجم مؤلَّف داروين «أصل الأنواع» إلى العربية، ود. محمد يوسف حسن، مترجم الفصلين الرابع عشر والخامس عشر منه بعد وفاة إسماعيل مظهر، إلى سلامة موسى (1887 – 1958) والشاعر جميل صدقي الزهاوي، وغيرهم ممَّن كتبوا بحوثاً عدة في تأييد المذهب الدارويني. وكانت مجلة «المقتطف»، لصاحبيها فارس نمر ويعقوب صروف، ومجلة «الشمس»، لصاحبها إسبر الغريب، أبرز الصحف التي فتحت أبوابها لمؤيِّدي مذهب داروين ومناصريه من العرب، ليغيب هذا المذهب ومؤيديه في العالم العربي مع نهايات القرن العشرين وبداية القرن الحادي والعشرين، عدى بعض الأصوات المستترة مثل عبد الله صالومة.
شبلي شميّل: كان أول من نشر مذهب داروين باللغة العربية وانتصر له في كتابه «فلسفة النشوء والارتقاء» 1910 وناضل دونه؛ إذ كان رجال الدين ولا سيما الكاثوليك الذين نشأ شميل على مذهبهم يعدون هذا المذهب من دعائم الكفر، ولم يكتف الرجل بذلك بل كان يصرح قولاً وكتابة بالتعطيل والإلحاد.
سلامة موسى: بعد أن سلطت بحوث التطور الأضواء على القرود، وبخاصة «البتراء» التي لا ذيل لها، وإن كان لها بقايا عًصعُص، وهذه أربعة أنواع: هي الجيبون والأورانج في آسيا، والشمبانزي والغوريلا في أفريقيا. أورد «سلامة موسى» في كتابه «نظرية التطور وأصل الإنسان» 1957 معلومات عن هذه القرود الوثيقة الصلة بالإنسان. ثم تحدث عن القردة العليا وخصائصها الجسدية ومدى قربها أو بعدها عن الإنسان.
حنا نمر: وضع مؤلَّفه بعنوان «الداروينية»، متخذاً منها وسيلة للبحث في مذهب داروين وتأييده. وفيه أثبت أن الإنسان لم ينحدر من القرد، بل كلاهما انحدر من أصل واحد. كما بحث في الانتخاب الطبيعي والانتخاب الصناعي. وقد بدأ بوضعه أوائل الثلاثينات، وصدر في العام 1982، كما أن له بحوثاً حول مذهب النشوء والارتقاء في مجلة «الشمس» وجريدة «التلغراف» وغيرهما بين عامي 1928 و1949.
عبد الله صالومة: الذي بدأ بوضع كتابه "قانون التطوّر" عام 1993 وقام بنشره حديثاً 2010 على الأنترنت كوثيقة غير مطبوعة، وهو دراسة تكميليّة لنظرية التطور والداروينية الاجتماعية، تقدّم رؤية عامة أكثر شمولاً وتبيّن تسلسل مراحل التطوّر ضمن قانون واحد يجمع العلوم الفيزيائية، الطبيعيّة، الحيويّة والاجتماعية لتكوّن المعالجة الأحدث لنظريّة التطوّر بالاستفادة من آخر الاكتشافات والاستنتاجات والبحوث في طيف واسع من العلوم.
ويعلل نسيب نمر إساءة فهم وقلّة مؤيدي المذهب الدارويني بقوله: [لعل السبب الأول في إساءة الفهم يعود إلى صعوبة المذهب وتعقيداته. وقد كتب داروِن في العام 1861 إلى أحد مراسليه الكثيرين ما يلي: «إنك تفهم كتابي! هذا أمر قلما وجدته عند الذين ينتقدونني.» وقال هكسلي في العام 1888: «إن كتاب «أصل الأنواع» من أصعب الكتب استيعاباً»، مبرِّراً قوله بأنه مضت على صدوره ثلاثون سنة تتداوله الأيدي، وما يزال رجالٌ من أعظم مفكِّري هذا الوقت بعيدين عن تفهُّم حقيقة المذهب والنظرية. وقد رأينا العالم هوكر يعلن صراحةً أنه أصعب المؤلَّفات قراءةً، إذا شاء الإنسان الإفادة منه إفادة كاملة وتامة. هذا في الغرب – فكيف الحال في الشرق، والمهتمون به قلائل، والداروِنية لا تُدرَّس حتى الآن في الجامعات العربية؟! ولولا عدد قليل جدّاً، لا يتجاوزون أصابع الكفِّ الواحدة من النهضويين عندنا، لظلَّ المذهب مجهولاً تماماً]

## أهم نسخ المؤلفات الداروينيّة المنشورة للداروينيّين العرب
- شميل، شبلي، الكذب وهي رسالة تتضمن ردودا لاثبات مذهب داروين في النشوء والارتقاء، مطبعة المقتطف، القاهرة، 1885.
- شميل، شبلي، فلسفة النشوء والارتقاء، بمطبعة المقتطف، القاهرة، 1910.
- شميل، شبلي، فلسفة النشوء والارتقاء، دار الجيل للطبع والنشر والتوزيع، 1983، دار مارون عبود، بيروت، 1983.
- صالومة، عبد الله، "قانون التطوّر"، 2010.
- مظهر، إسماعيل، ملقى السبيل في مذهب النشوء والارتقاء واثره في الانقلاب الفكرى الحديث، المطبعة العصرية، القاهرة، 1926.
- موسى، سلامة، نظرية التطور واصل الإنسان، المطبعة العصرية، القاهرة، [؟-195].
- موسى، سلامة، نظرية التطور واصل الإنسان، [د.م.] : سلامة موسى، 1957.
- موسى، سلامة، الإنسان قمة التطور، سلامه موسى للنشر والتوزيع، القاهرة، 1961.
- موسى، سلامة، نظرية التطور وأصل الإنسان، مكتبة المعارف، 1999.
- نمر، حنا، الداروينية، المؤسسة الجامعية للدراسات والنشر والتوزيع، بيروت، 1982.

## مواضيع متعلقة
- نظرية التطور
- اعتراضات على التطور
- تشارلز داروين
- أصل الأنواع
- الداروينية الاجتماعية